# The Beast (1988)
The Beast (bra: A Fera da Guerra; prt: A Besta da Guerra) é um filme norte-americano de 1988 dirigido por Kevin Reynolds.

## Sinopse
O filme se inicia com um poema de Rudyard Kipling intitulado "O jovem soldado britânico":
Se fores ferido e abandonado nas planícies do Afeganistão

e as mulheres se aproximarem para retalharem o que sobra

usa a tua espingarda para desfazerem os miolos

e partires para Deus como um soldado.
O filme se passa em 1981 no Afeganistão sob invasão soviética. Ao amanhecer em uma vila, tanques soviéticos atacam massacrando sua população. Ao passar com a esteira por cima do último sobrevivente, o T-62 do comandante Daskal se desencontra dos outros tanques. Um grupo de mujahidin chega ao local. Sendo o homem morto na esteira um xeique, Raj é seu sucessor. Com ajuda de outro grupo de mujahidin liderados por Mustafá perseguem o tanque perdido com uma RPG. O tanque também é perseguido por um grupo de mulheres lideradas por Sherina. Daskal, descontente com a situação, destitui Samad, oficial afegão da tripulação, assumindo Koverchenko. Durante uma partida de xadrez, Samad revela a Koverchenko o antigo código de honra da região, o Pashtunwali e seus conceitos, entre eles o Nanawatai - proteção mesmo ao pior inimigo. Daskal, cada vez mais desconfiado de Samad, tenta mata-lo até fazê-lo a beira de um rio. Já reticente com os procedimentos do comandante e após um comentário, Koverchenko é deixado preso nas rochas com granadas acionadas embaixo de si. Daskal e sua tripulação buscam, sem sucesso, a estrada para Candaar como fuga, tendo que retornar. Mesmo podendo ser resgatados por helicóptero, para desalento de sua reduzida tripulação, Daskal quer apenas gasolina para retornar com o tanque a base. Koverchenko é encontrado pelos mujahidin e reividica o Nanawatai, que é relutantemente aceito. Taj solicita que ele conserte a RPG, Koverchenko conserta e lhe propõe que ele se junte ao grupo e destrua o tanque, e assim o faz.

## Elenco
- George Dzundza — Daskal
- Jason Patric — Konstantin Koverchenko
- Steven Bauer — Khan Taj
- Stephen Baldwin — Golikov
- Don Harvey — Kaminski
- Kabir Bedi — Akbar
- Erick Avari — Samad
- Chaim Girafi — Mustafá
- Shoshi Marciano — Sherina

## Produção
Baseada na peça "Nanawatai" de William Mastrosimone, que a roteirizou para o filme. As filmagens foram realizadas em Israel.